# Lachta center

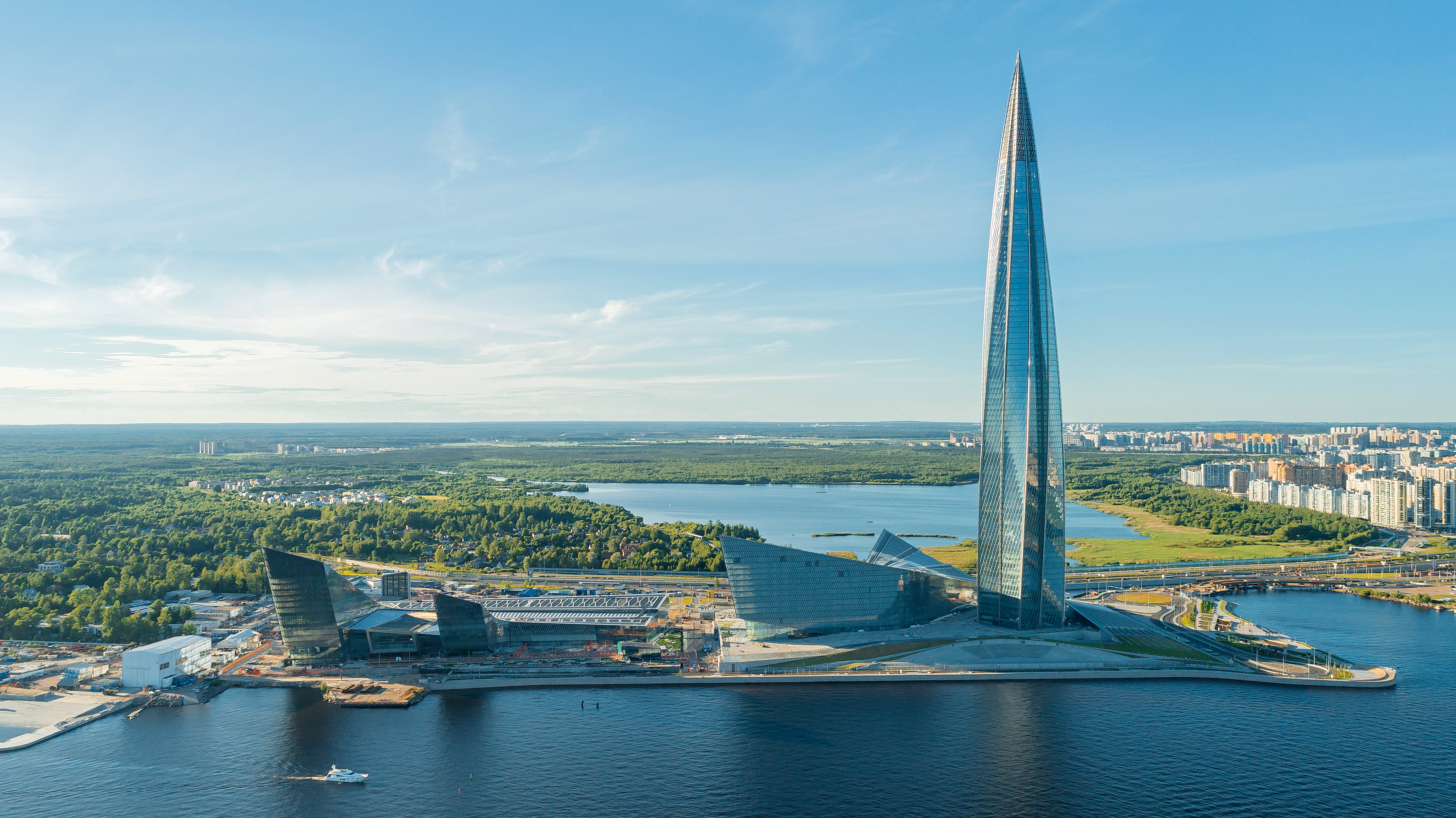
Lachta center.

Lachta center (ryska: Ла́хта Це́нтр) är en kontors- och evenemangsfastighet i Sankt Petersburg i Ryssland. Gazproms huvudkontor är inrymd i den 462 meter höga höghusdelen. Byggnadernas totala yta är på 400 000 m². Lachta center är Europas högsta byggnad och färdigställdes 2021.

## Lokaler i centret
- Kontorslokaler som upptar en yta på 130 000 m² eller 43 % av centrets totala yta.
- Ett medicinskt centrum med en yta på 2500 m². Centret innehåller behandlings- och diagnostiska avdelningar.
- Ett idrottscentrum med en yta på 4600 m². Centret innehåller idrottshallar, fitness center, center för ro och återhämtning.
- En vetenskapsutställning på 7000 m², utvecklad i samarbete med Universitetet för informationsteknologi, mekanik och optik (ITMO).
- Ett planetarium i form av ett klot, för 140 personer.[2]
- En mångfunktionell lokal för 494 personer.
- En tvåvåningsrestaurang med utsikt på tornets 74—76:e våningar på 330 meters höjd.[3]
- En utsiktsplats på 357 meters höjd mellan 83:e och 86:e våningarna.
- Utställningslokaler i södra delen med en yta på 1500 m².
- Restauranger och kaféer på fem nivåer med sammanlagt 1500 platser.
- En öppen amfiteater för vattenshow för 2000 personer med en öppen scen med en yta på 1495 m².

## Detaljer
- I mars 2015 avslutades betonggjutning av nedre plattan för Lachta center-tornets lådformade fundament. Detta har registrerats av Guinness rekordbok som världens längsta oavbrutna betonggjutning. I 49 timmar göt man oavbrutet 19 624 m³ betong.
- Lachta centers torn består av 189 000 metallkonstruktioner och bjälkar. Byggnaden vrider sig och varje våningsplan skiljer sig på sin väg upp 3 grader från föregående våningsplan.
- För att bygga färdigt hela centret behöver man cirka 400 000 m³ betong.
- Byggnaden är täckt med 130 000 m² glas, varav tornet med 77 000 m².

## Byggprocess

### Första etappen
- År 2013: bygg- och monteringsutrustning tillverkas, borrade pålar monteras, en grop för grunden är färdiggrävd, man bygger ett lådformat fundament.
- År 2014: en grop för skyskrapans grund är färdiggrävd, man borrar in pålar för hela centrets grund.
- År 2015: första etappen är slutförd. Tornets lådformade fundament är färdigt, bland annat:
  - gjutning av tornets nedre platta;
  - armering och betonggjutning av våningsplan under jordnivå i tornets centrala del, armering och betonggjutning av mellanliggande platta (samma platta tjänstgör som en golvplatta för andra våningen under jordnivån);
  - armering och betonggjutning av övre plattan i tornets lådformade fundament.

### Delen över markytan
- Mellan september 2015 och januari 2017 byggdes centrets 60 våningar. Kärnans höjd är över 250 m.
- I januari 2018 var höjden 462 meter.[4]
- Den 16 oktober 2018 fick Lakhta Center MFC JSC tillstånd för driftsättning av anläggningen, ungefär ett år före planerat officiellt öppnande.[5]

## Bildgalleri

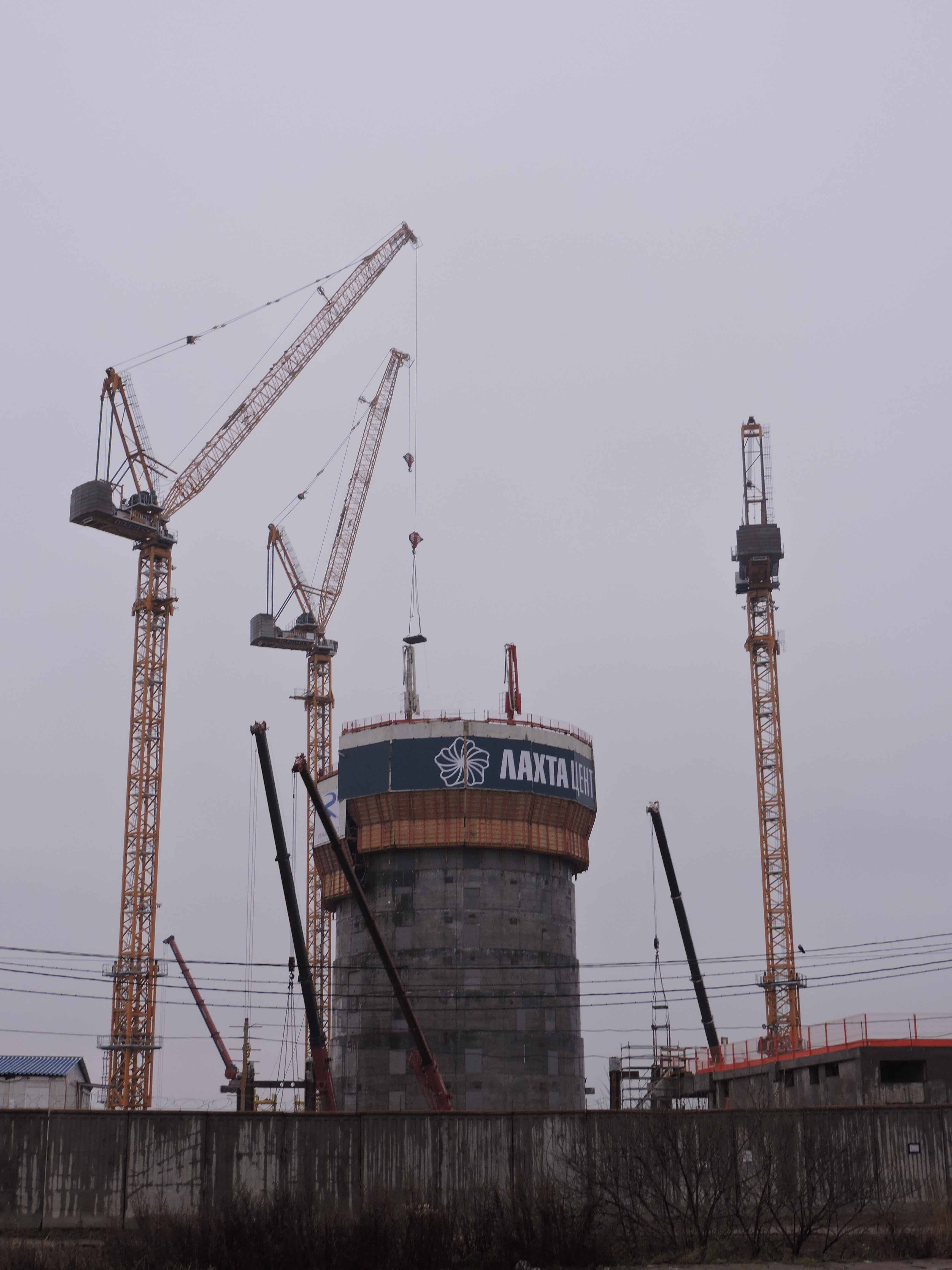
November 2015
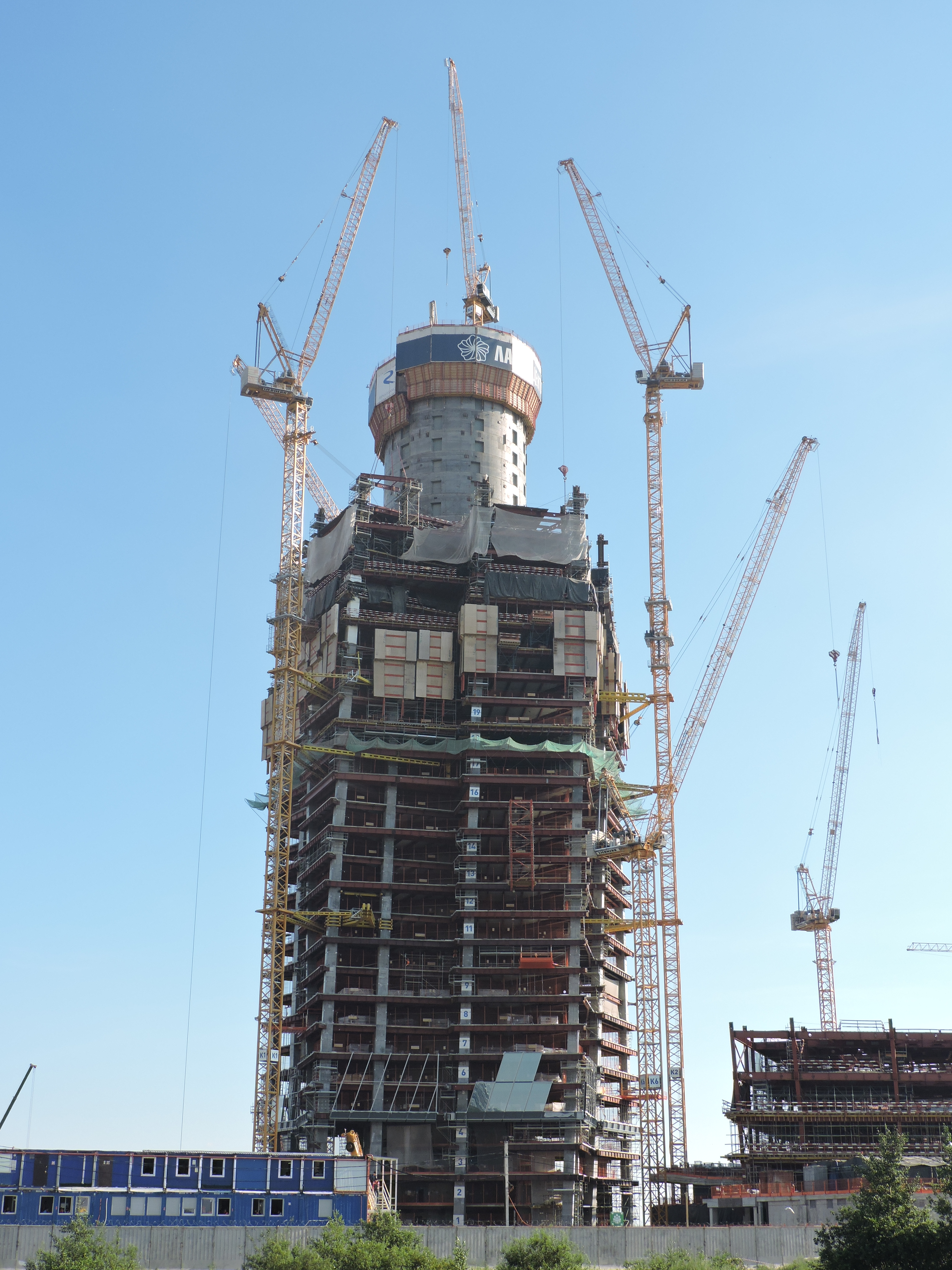
Juli 2016. Höjd 147 meter
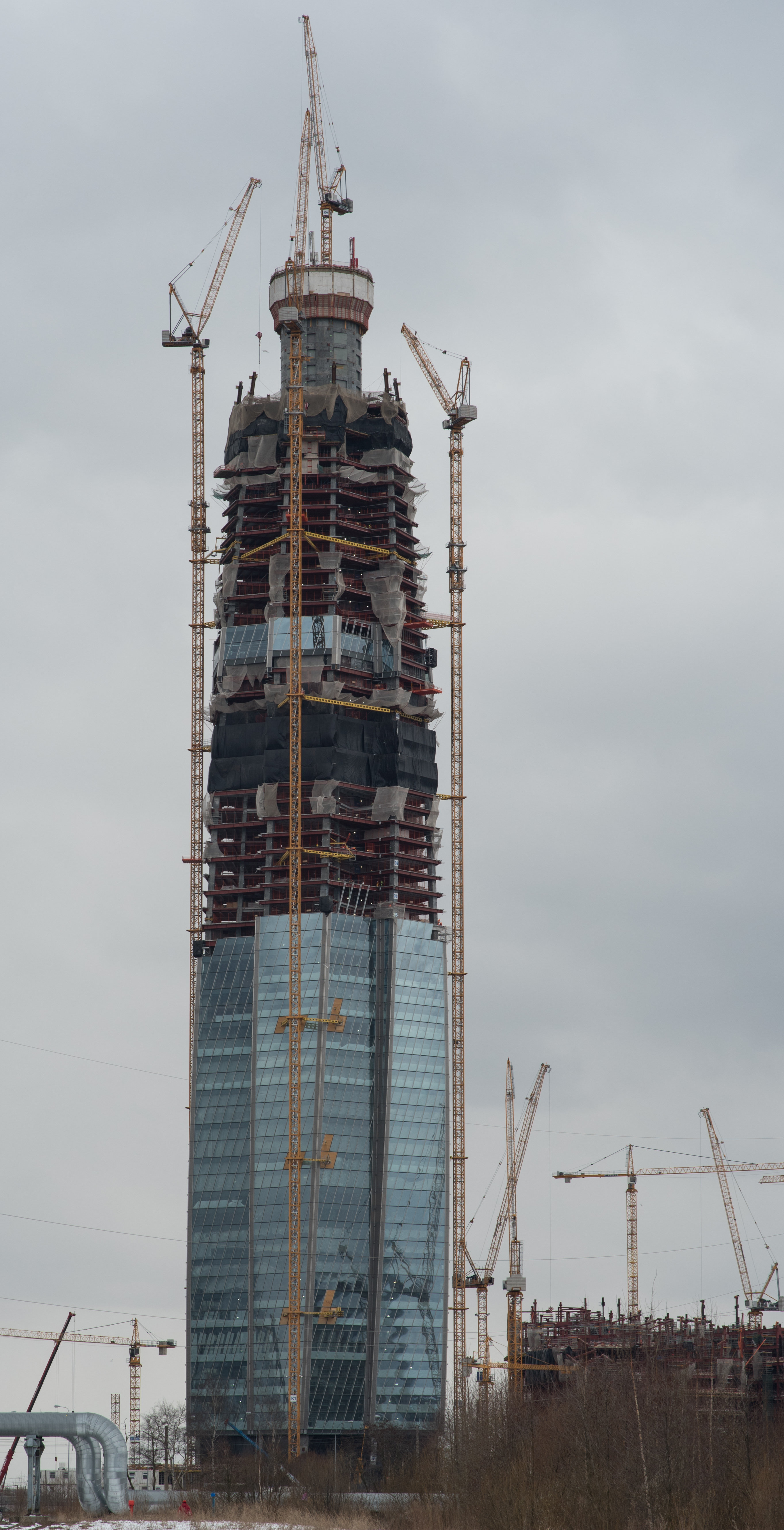
April 2017. Höjd 310 meter
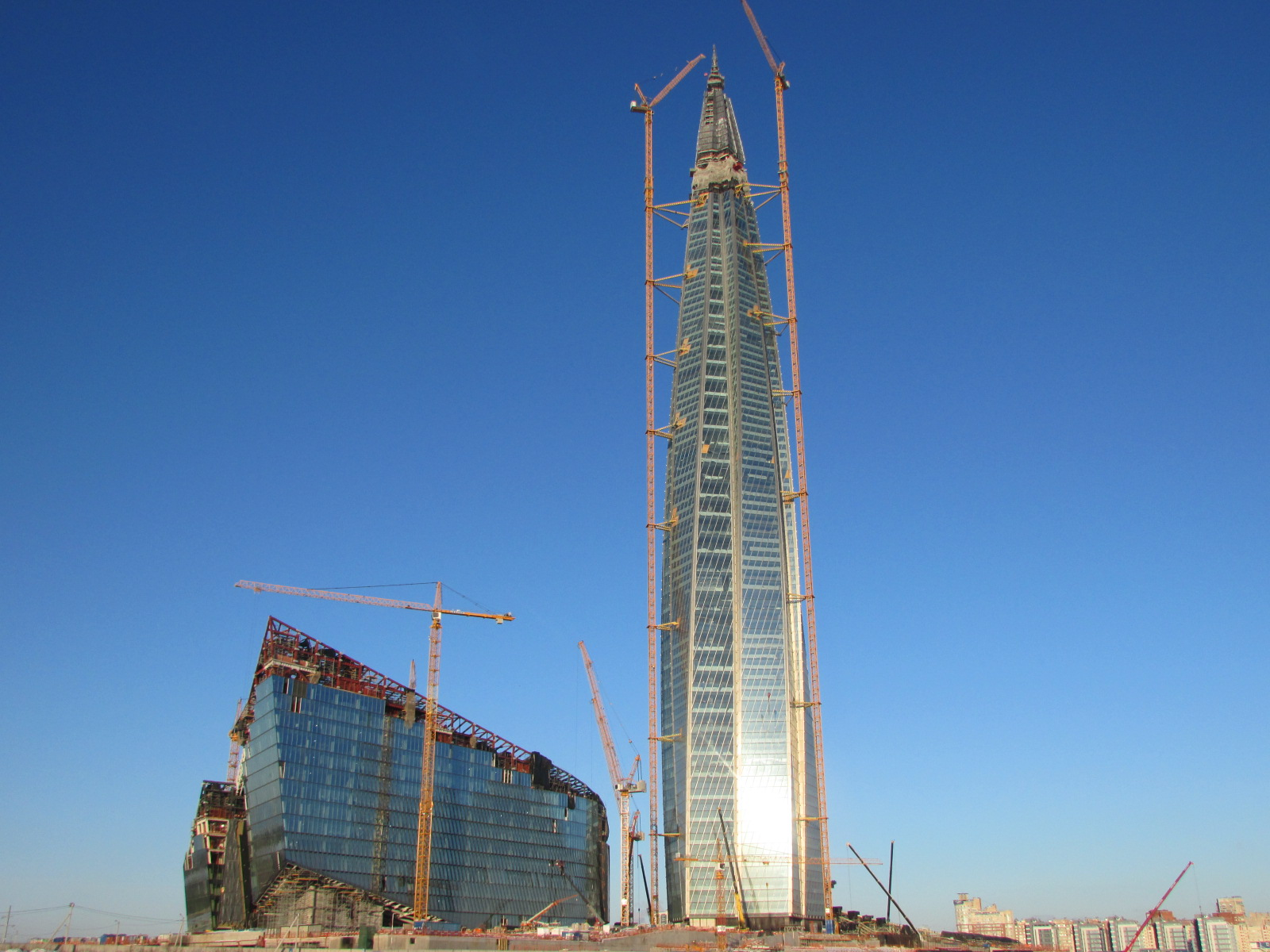
Februari 2018. Installationen av spiran är klar. Byggnaden är 462 meter
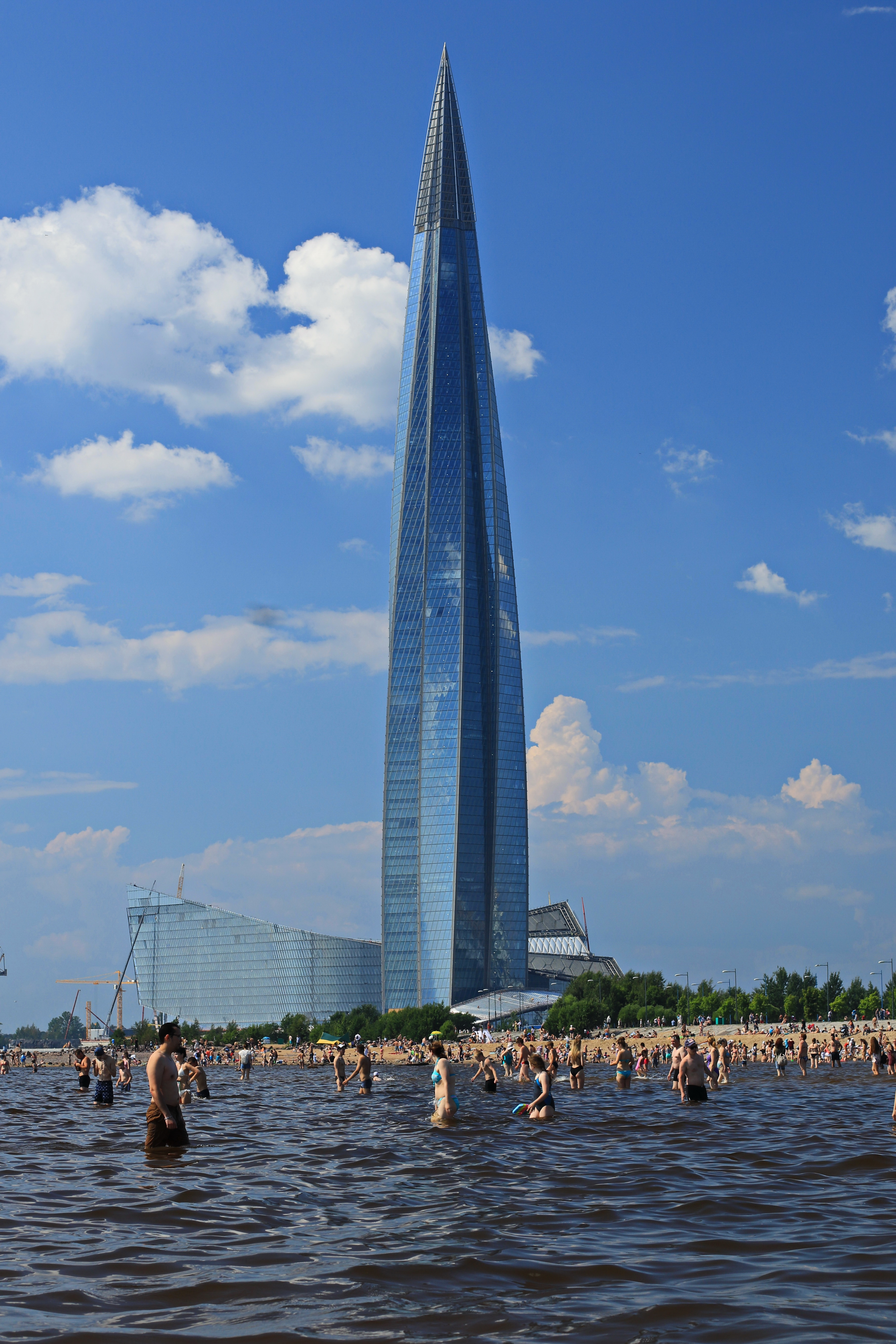
Juni 2018
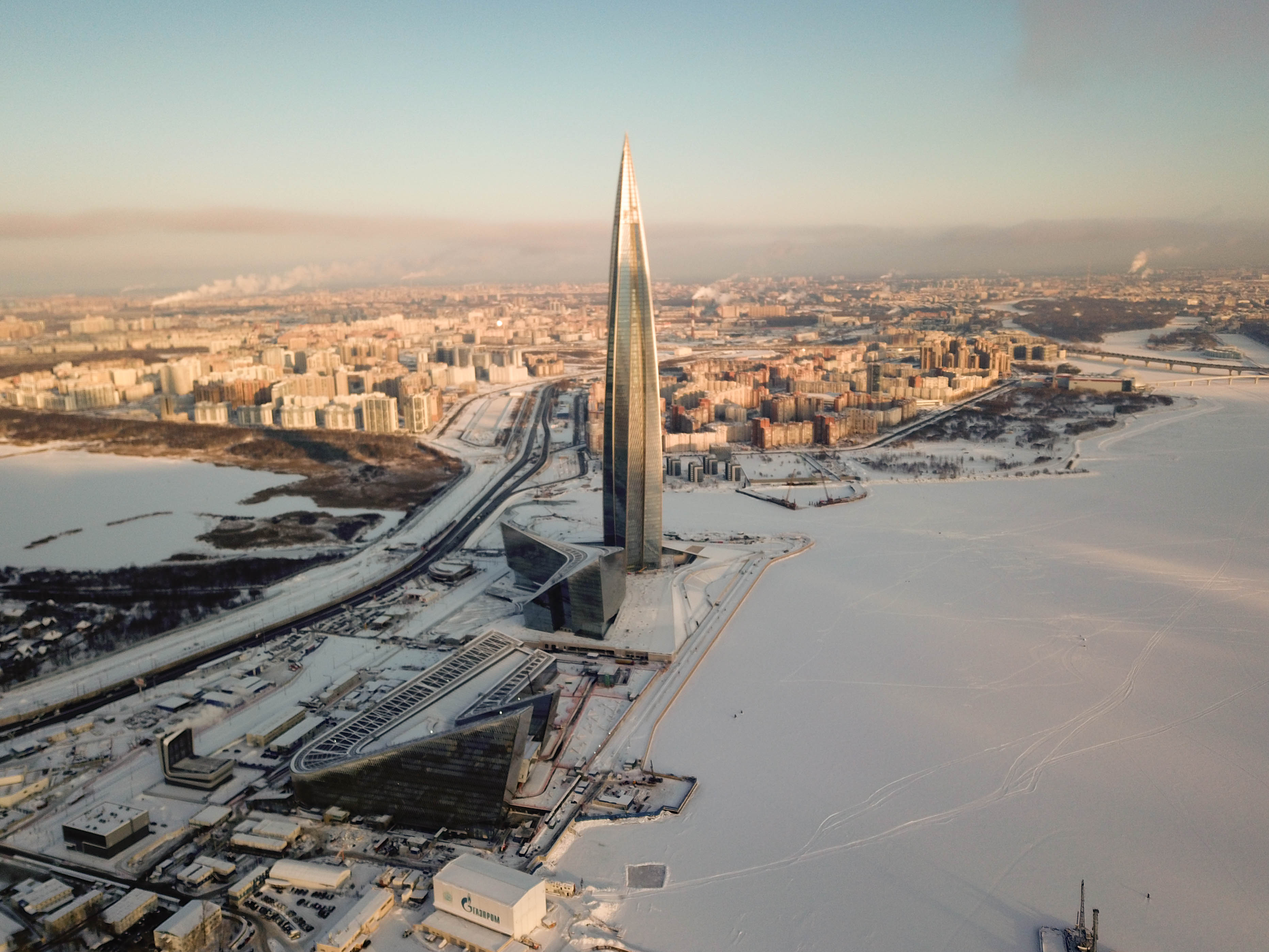
Lachta Center i februari 2021
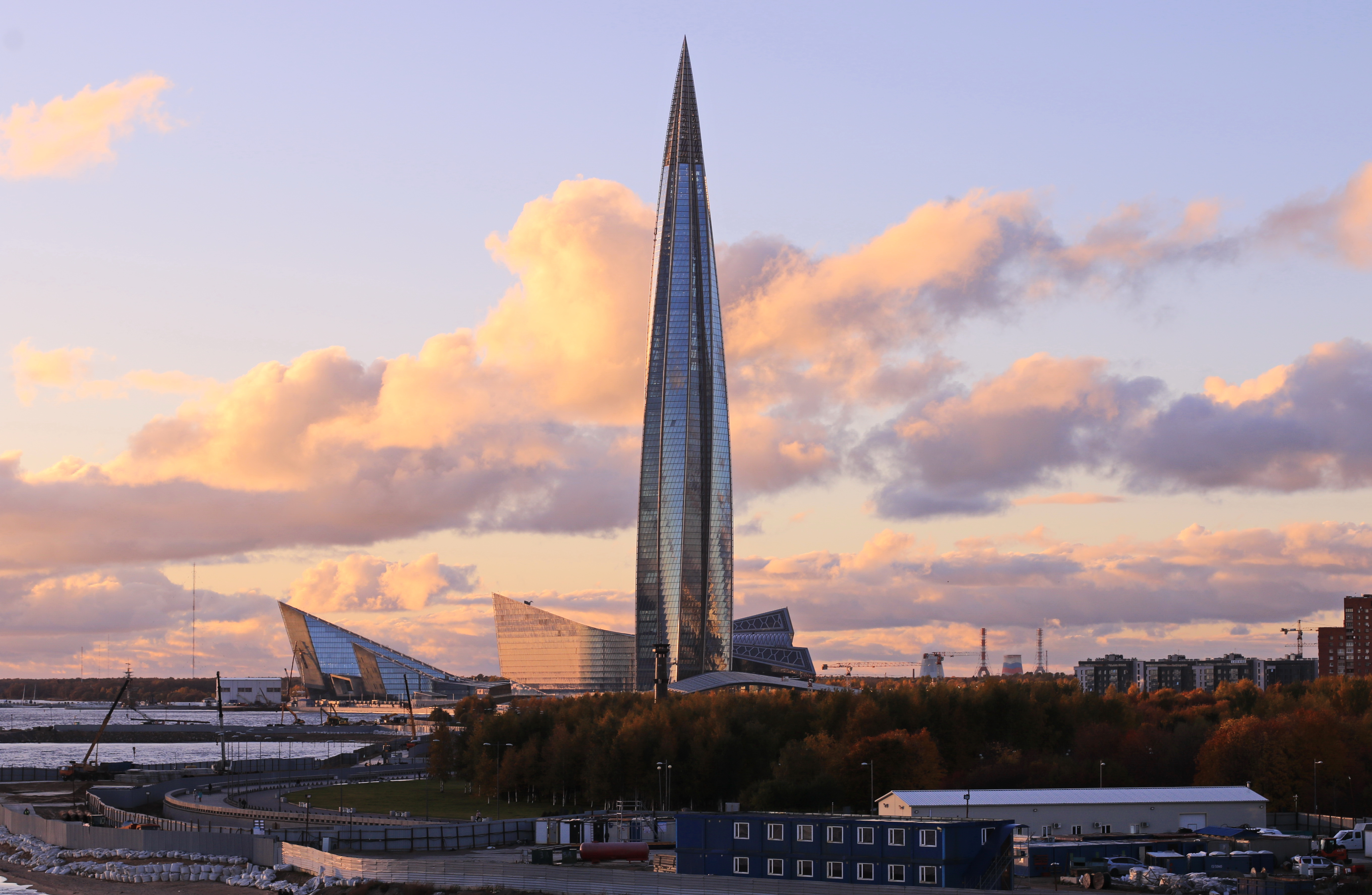
Oktober 2022
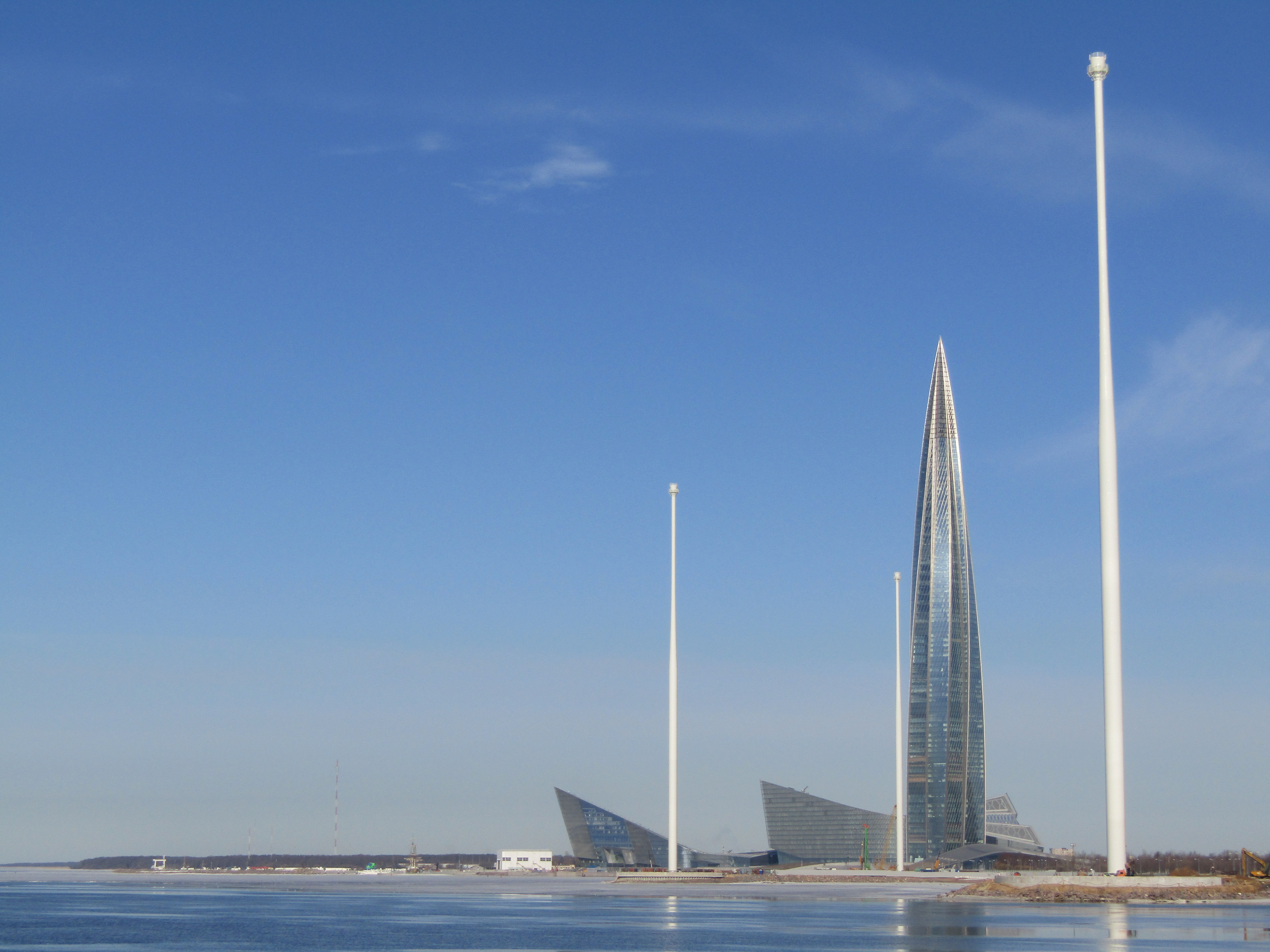
April 2023